# Bradley Vincent
Pour les articles homonymes, voir Vincent.
Bradley Vincent, né le 30 novembre 1991 à Ladysmith (Afrique du Sud), est un nageur mauricien.

## Carrière
Bradley Vincent participe aux Jeux olympiques d'été de 2016 à Londres, où il est éliminé en séries du 100 mètres nage libre.
Aux Championnats d'Afrique de natation 2018 à Alger, il est médaillé d'argent du 50 mètres nage libre et médaillé de bronze du 100 mètres nage libre. 